# Prosopogryllacris horvathi
Prosopogryllacris horvathi är en insektsart som först beskrevs av Griffini 1909.  Prosopogryllacris horvathi ingår i släktet Prosopogryllacris och familjen Gryllacrididae.

## Underarter
Arten delas in i följande underarter:
- P. h. nigrovenosa
- P. h. decolor
- P. h. horvathi